# Alpina B4
Pour les articles homonymes, voir Alpina.
L'Alpina B4 est une préparation de la BMW 435i réalisée par le constructeur allemand Alpina. Elle fut présentée pour la première fois au Salon automobile de Tokyo 2013.

## Caractéristiques techniques

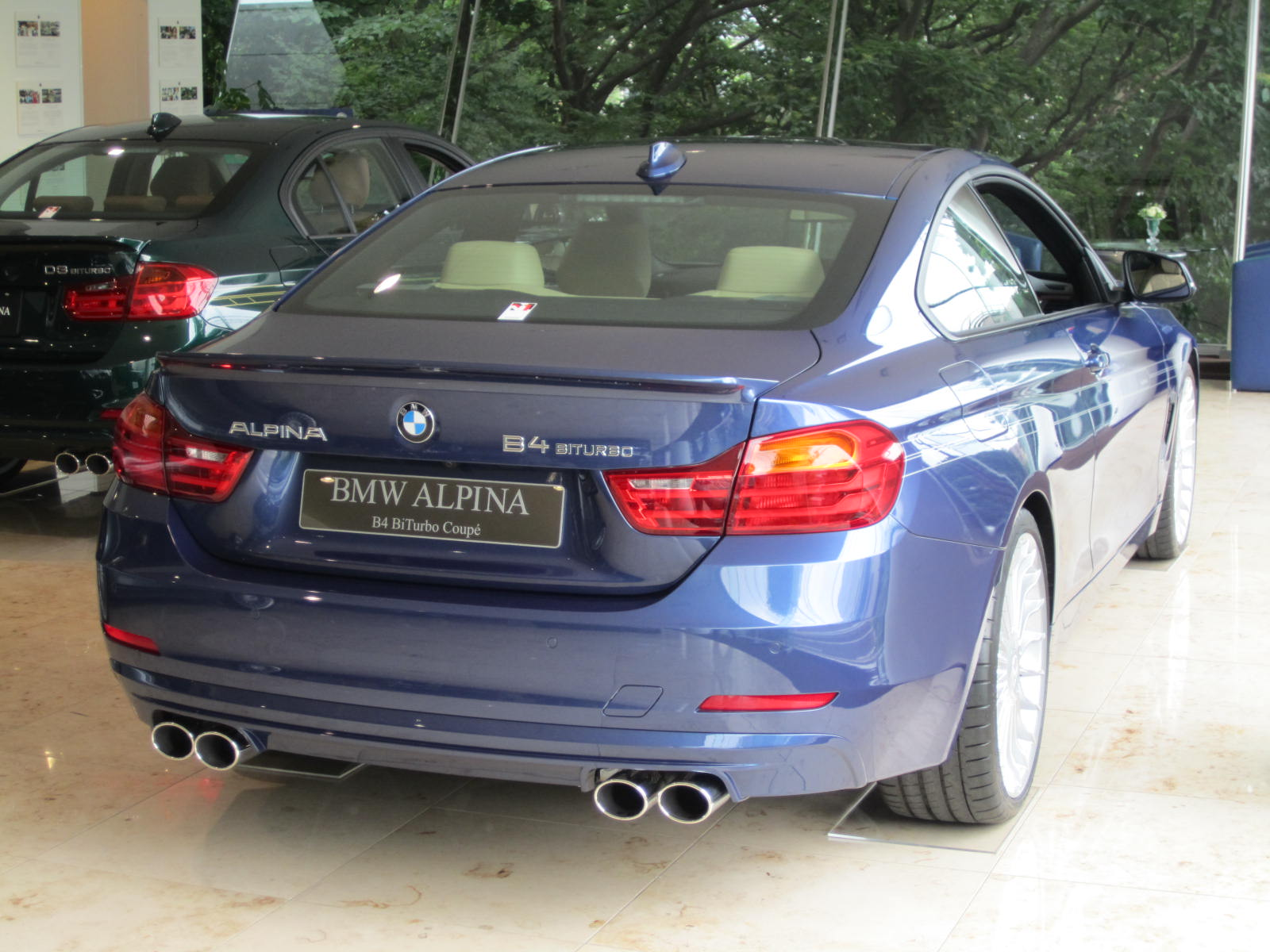
Arrière de la B4.

La voiture conserve son moteur 6 cylindres en ligne d'origine mais gonflé, passant à 410 ch voire 440 ch pour la B4 S. La bride électronique est également supprimée, permettant à l'auto d'atteindre les 306 km/h pour la S. La boîte de vitesses d'origine est remplacée par une boîte de vitesses Switch Tronic à 8 rapports.
L'esthétisme est également revu avec des boucliers spécifiques et des jantes de 20 pouces avec des pneumatiques Michelin Pilot Super Sport. L'intérieur est garni de cuir Lavalina entre autres.
La voiture est disponible en coupé ou en cabriolet, lesquelles se déclinent en B4 Bi-Turbo (qui n'est plus produite depuis mars 2017) ou B4 S Bi-Turbo (lancée en mars 2017).